# Коннотация
Коннота́ция (позднелат. connotatio от лат. con «вместе» + noto «отмечаю, обозначаю») — сопутствующее значение языковой единицы.
Коннотация включает дополнительные семантические или стилистические функции, устойчиво связанные с основным значением в сознании носителей языка. Коннотация предназначена для выражения эмоциональных или оценочных оттенков высказывания и отображает культурные традиции общества. Коннотации представляют собой разновидность прагматической информации, отражающей не сами предметы и явления, а определённое отношение к ним.

## Этимология
Термин складывается из латинских con — «вместе» и noto — «отмечаю», «обозначаю»; connoto — «имею дополнительное значение».

## История понятия
Понятие коннотация используется в различных гуманитарных науках, но первоначально оно появилось в логике. Понятие коннотации ввёл в семиотику датский лингвист Л. Ельмслев в книге «Пролегомены к теории языка». К. Бюлер в понятие коннотации включил элемент грамматического значения слова, который предсказывает появление в тексте другого слова (например, предлог предсказывает существительное в определённом падеже).

## Примеры коннотаций
- слово «метель», обозначающее сильный ветер со снегом, может служить коннотацией в следующих сочетаниях: «пух кружился метелью», «метель огненных искр взвилась в небо»;
- слово «лиса» имеет коннотации «хитрость», «коварство»;
- «петух» — «задиристость»;
- «пилить» — «монотонность»[2], «донимание беспрерывными попрёками»[6];
- «ветер» — «непостоянство», «быстрота»[2][1].

Коннотации синонимов могут различаться: например, «осёл» (коннотация — «упрямство») и «ишак» (коннотация — «способность долго работать»). В разных языках коннотации одного слова могут быть одинаковыми (например, слово «лиса» во многих европейских языках), различными или даже противоположными (например, коннотация слова «слон» в русском языке — «неуклюжесть», в санскрите — «грациозность»).